# Liste der Wappen im Landkreis Schaumburg
Diese Liste beinhaltet alle in der Wikipedia gezeigten Wappen des Landkreises Schaumburg (Niedersachsen).

## Landkreis Schaumburg

Wappen des Landkreises Schaumburg (Details)
Lage des Landkreises Schaumburg in Niedersachsen

### Samtgemeindewappen

Samtgemeinde Eilsen
Samtgemeinde Lindhorst
Samtgemeinde Nenndorf (verwendet das Wappen der Stadt Bad Nenndorf)
Samtgemeinde Niedernwöhren
Samtgemeinde Nienstädt
Samtgemeinde Rodenberg
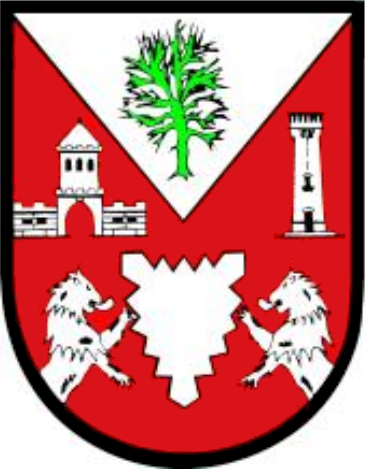
Samtgemeinde Sachsenhagen

### Wappen der Städte und Gemeinden
Folgende Gemeinden führen kein Wappen:
- Heuerßen
- Helpsen
- Meerbeck
- Seggebruch
- Niedernwöhren
- Wiedensahl

Gemeinde Ahnsen
Gemeinde Apelern
Gemeinde Auetal (Details)
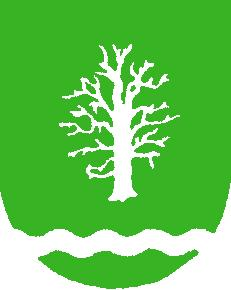
Gemeinde Auhagen
Gemeinde Bad Eilsen
Stadt Bad Nenndorf
Gemeinde Beckedorf
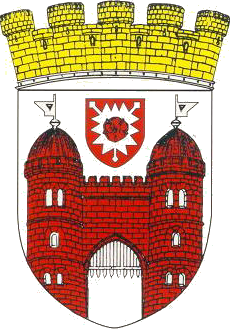
Stadt Bückeburg
Gemeinde Buchholz
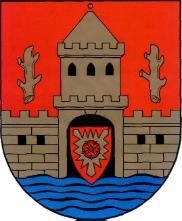
Flecken Hagenburg
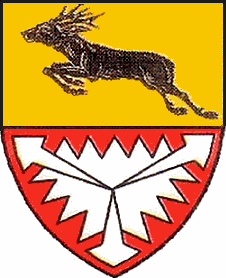
Gemeinde Haste (Details)
Gemeinde Heeßen
Gemeinde Hespe
Gemeinde Hohnhorst
Gemeinde Hülsede
Flecken Lauenau
Gemeinde Lauenhagen
Gemeinde Lindhorst
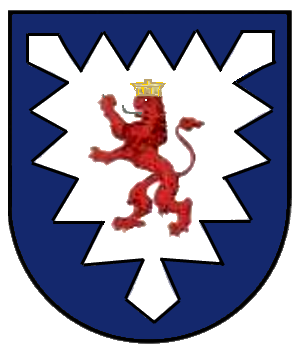
Gemeinde Lüdersfeld
Gemeinde Luhden
Gemeinde Messenkamp
Gemeinde Nienstädt
Gemeinde Nordsehl
Stadt Obernkirchen
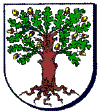
Gemeinde Pohle
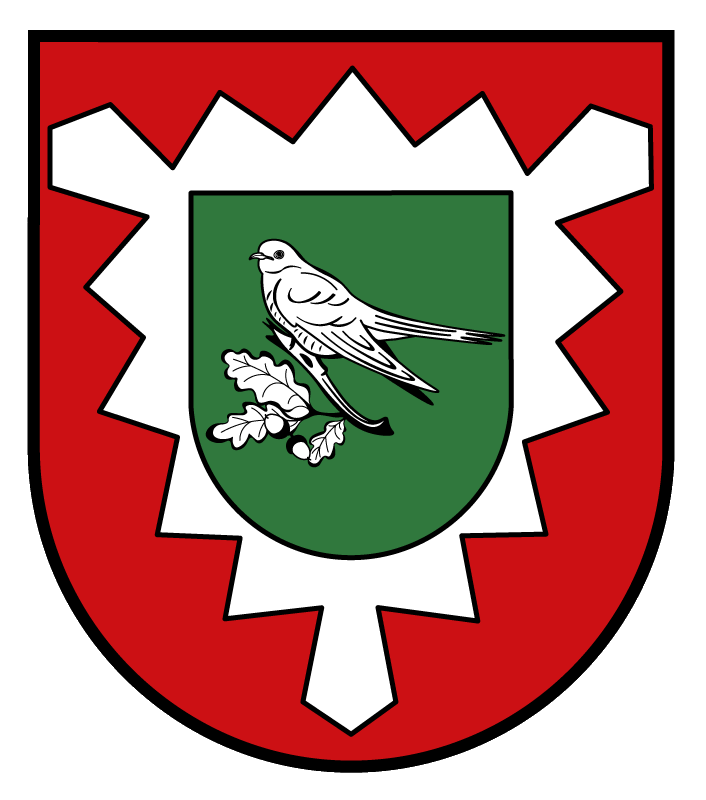
Gemeinde Pollhagen
Stadt Rinteln
Stadt Rodenberg
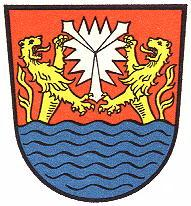
Stadt Sachsenhagen
Kreisstadt Stadthagen (Details)
Gemeinde Suthfeld
Gemeinde Wölpinghausen

## Wappen ehemals selbständiger Gemeinden

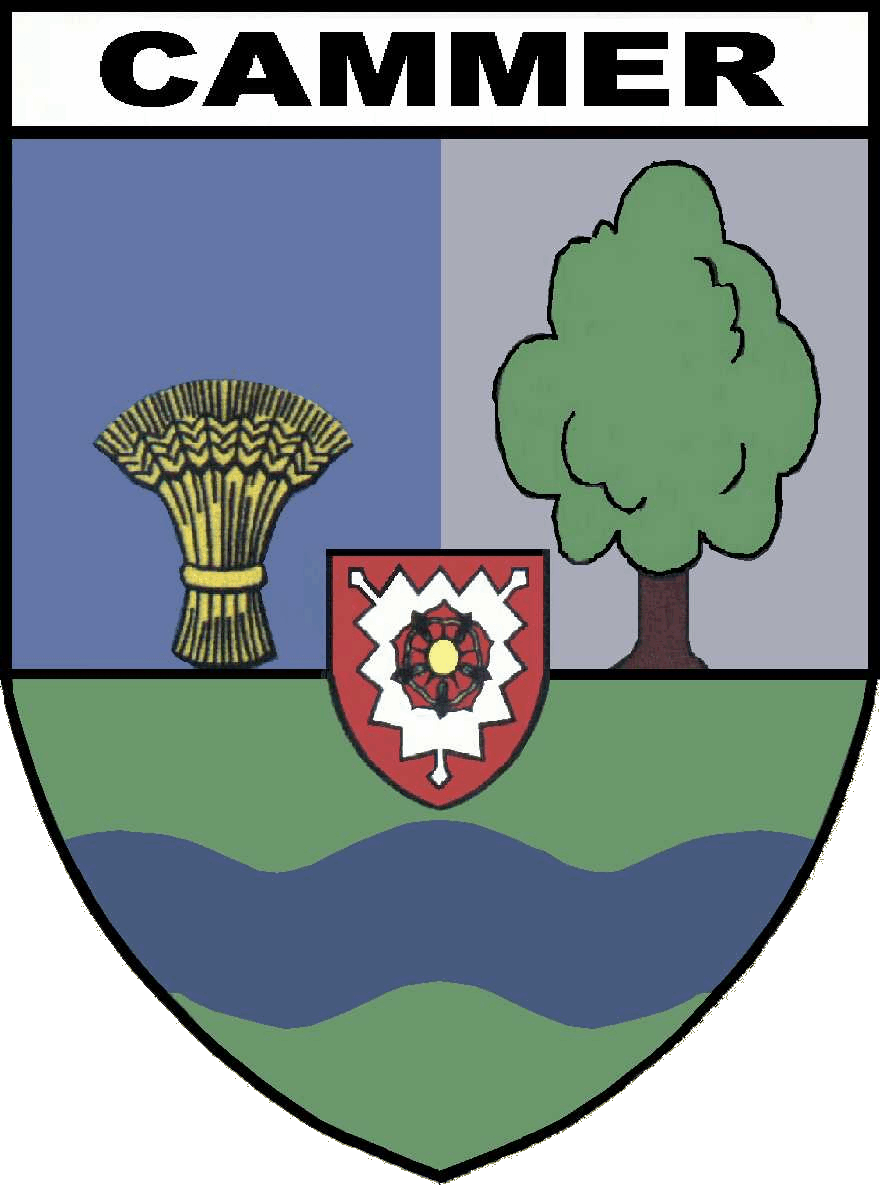
Ortsteil Cammer der Stadt Bückeburg
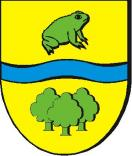
Ortsteil Poggenhagen von Auetal
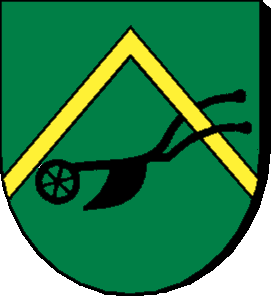
Ortsteil Rannenberg von Auetal
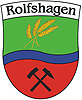
Ortsteil Rolfshagen von Auetal
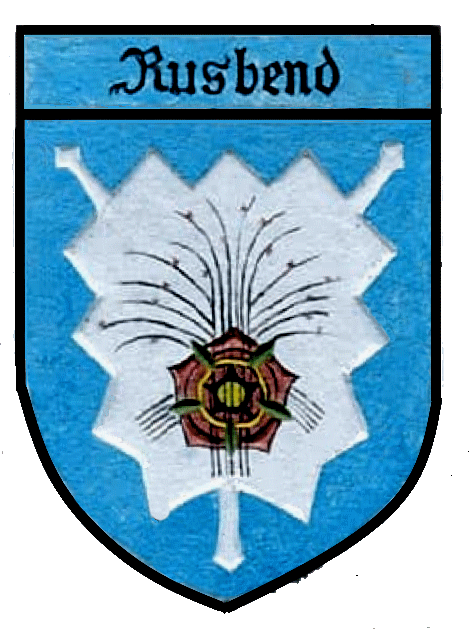
Ortsteil Rusbend der Stadt Bückeburg